# Chirostylus rostratus
Chirostylus rostratus is een tienpotigensoort uit de familie van de Chirostylidae. De wetenschappelijke naam van de soort is voor het eerst geldig gepubliceerd in 1998 door Osawa & Nishikiori.